# Krevní peníze
Krevní peníze je výraz právní teorie označující pokutu za zabití (prolití krve). Starší právní zvyklosti znaly zásadu „krev za krev“, tedy prolití krve mělo být trestáno opět jedině krví (krevní msta), přičemž krev se musela mstít soukromě svépomocí. Možnost vykoupit se ze zabití byla mladší, nicméně s prosazující se civilizací se rychle prosadila.
V právním státě se pak často platily dvě pokuty, panovníkovi za rušení míru a pokuta soukromá pozůstalým. Institutu krevních peněz v germánském právu se říkalo fredum (veřejná pokuta, peníze za mír) a wergeld (soukromá pokuta, peníze za člověka), ve slovanském to byla hlava (veřejná a někdy i soukromá, ta se označovala i (pří)hlavní peníze). Ještě v 16. století v českém právu bylo možné řešit „domácí mordy“ hrdlem (popravou), nebo pozůstalí mohli odpustit vrahovi skrze smlouvu o hlavu (tedy vyplacení se z trestu). Zásady krevní msty následně i vykoupení se z ní se objevily i mimo Evropu, zná je i islámské právo – kisás je trest odpovídající provinění a dijja jsou krevní peníze.

## Názvy podle národních práv
- germánské právo – wergeld, (fredum)
- polské právo – głowa, głowne pieniądze
- ruské právo – golovničestvo (головничество) a novější vira (вира)
- české právo – hlava, příhlavní peníze
- islámské právo – dijja